# 圣儒斯蒂娜圣殿
圣儒斯蒂娜圣殿（Basilica Abbaziale di Santa Giustina）是意大利帕多瓦的一个本笃会修道院教堂，位于市中心的河谷草地广场。它是帕多瓦最宏大的教堂，但并不是该市的主教座堂。

## 历史
该堂建于公元6世纪，以保存圣女儒斯蒂娜的遗骨。1797年，意大利所有修会均被拿破仑率领的占领军法国革命军取缔，他们成立了奇萨尔皮尼共和国。珍藏的艺术品和图书被占领军送往巴黎。修士遭驱逐，建筑物和财产也在1810年出售。修道院被改为军事医院，后来又成为军营。1917年该建筑归还天主教会，本笃十五世重建了修院。

## 建筑
该建筑是一个东西延伸的拉丁十字，长118.5米，宽 82米，圣儒斯蒂娜圣殿是世界最大的教堂之一，是意大利第七大教堂。建筑的雄伟由于它面临的河谷草地广场而更为加强。该堂还拥有拜占庭式的穹顶。
教堂的地板铺设于17世纪，用黄、白、红三色大理石构成几何图案。

## 艺术品
该堂以保存的圣物著称，还有保罗·委罗内塞的“圣儒斯蒂娜致命”。

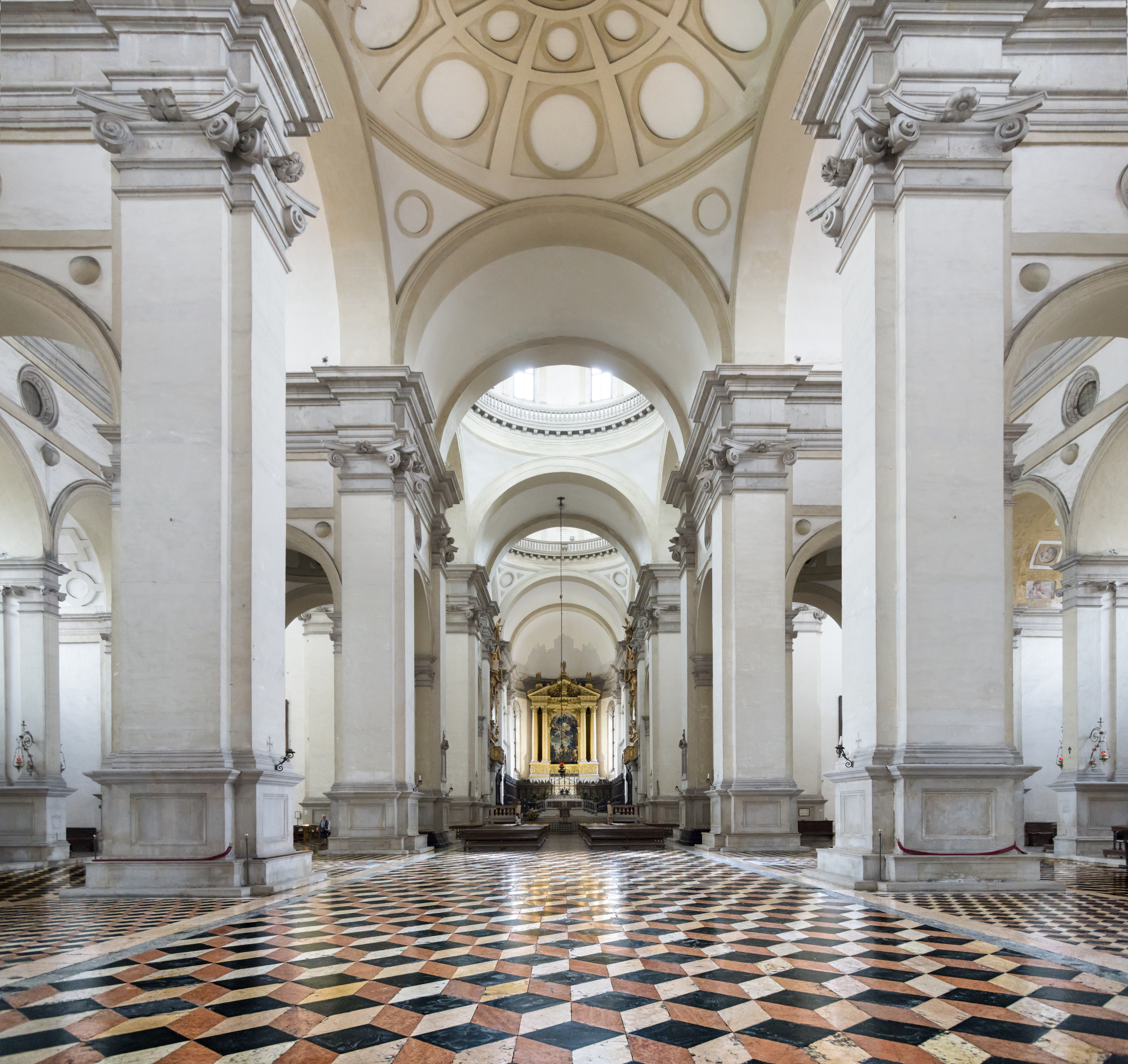
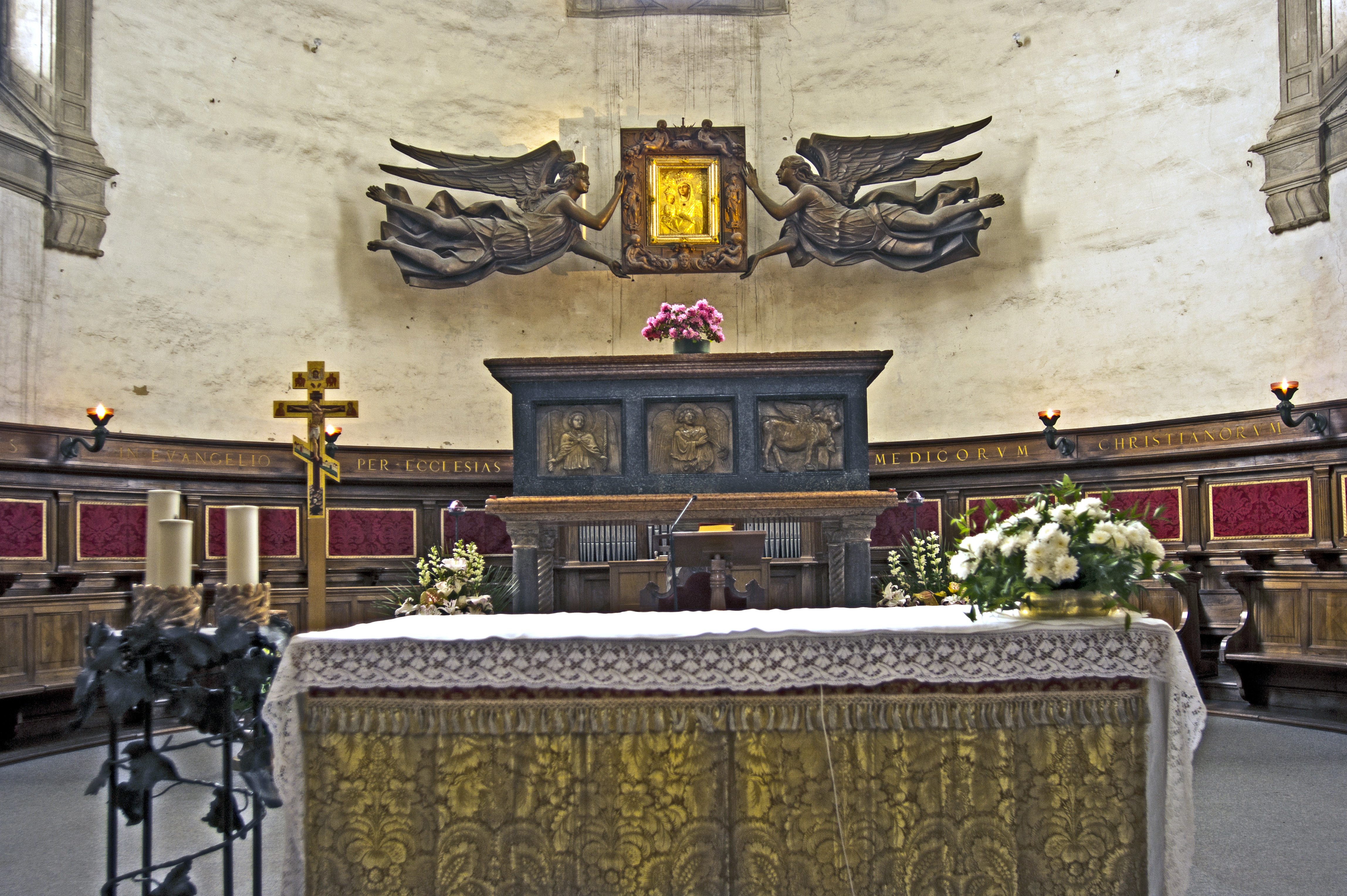